# Giambattista Ajello
Giambattista Ajello (Napoli, 1815 – Napoli, 1860) è stato un filosofo italiano.

## Biografia
Discepolo di Basilio Puoti, aprì uno studio privato come maestro di lettere, ma ebbe vita stentata fino a quando ottenne un posto al ministero dell'Istruzione.
Partecipò ai moti del 1848 contro le istituzioni borboniche del Regno di Napoli, e per questo venne licenziato in tronco dalla conseguente repressione. Fu arrestato, gli fu vietato l'insegnamento pubblico, e «di far uso anche moderatissimo della stampa», per cui dovette tornare all'insegnamento privato della filosofia e della letteratura.
Seguace convinto della filosofia hegeliana, che contribuì a diffondere in Italia, basava il suo insegnamento soprattutto sull'Enciclopedia delle scienze filosofiche in compendio.

## Opere
- Della muliebrità della volgar letteratura dei tempi di mezzo (1841)
- Napoli e i luoghi celebri delle sue vicinanze (1845)
- Discorsi di storia e letteratura (1850)